# 區域市政總署
區域市政總署（英語：Regional Services Department，簡稱），是香港區域市政局的執行部門，前身為市政事務署新界市政署，於1985年4月1日至1999年12月31日期間為新界地區提供市政服務，區域市政總署的署長同時擔當區域市政局的行政總裁。
區域市政總署服務的範圍十分廣泛，由文藝、康樂、體育，以至環境衛生、社會福利等。區域市政總署的職責，現在由多個不同的部門承繼，如康樂及文化事務署接管了文化、康樂及體育等，食物環境衛生署負責公眾衛生、潔淨服務等事宜。

## 部門組織
區域市政總署署長
區域市政總署副署長（行政）
- 行政部【部門主任秘書】
- 財務及物料供應部
- 新聞部
- 管理參議部
- 策劃事務部【助理署長（策劃事務）】

區域市政總署副署長（行動）
- 文娛部【助理署長（文娛）】
- 環境衛生政策部【助理署長（環境衛生政策】
- 環境衛生事務部【助理署長（環境衛生事務）】
- 康樂事務部【助理署長（康樂事務）】
- 區域市政總署地區辦事處

## 解散
1999年12月2日董建華廢除兩個民選產生香港市政局、區域市政局，當時香港市政局和區域市政局有自主財政實權及土地使用權，時任行政長官董建華推行市政服務改革，區域市政局與負責九龍和香港島地區市政服務的同類機構市政局同步解散，兩局原負責的食物環境衛生及康樂文化決策分別由新成立的環境食物局及原有的民政事務局接管；兩局服務經統合後由新政府部門康樂及文化事務署和食物環境衞生署管理。由於區域市政局議員經市民公開選舉所組成，董建華將兩個市政局解散的決定，被民主派視為民主的大倒退。
解散兩個市政局的原因很多，包括市政局權力過大，是一個擁有獨立財政、土地使用權和政府部門市政總署執行其決策的獨立王國。長期以來，其他政府部門、主要官員都對兩個市局產生不滿；當時民主黨在市政局擁有較多議席，威脅香港政府的管治。大部份民主黨的第二梯隊(少壯派)都是兩個市政局的成員。特區政府為了打擊民主黨，故取締兩個市政局。不少民主黨派第二梯隊青黃不接，如民主黨十多名市政局議員被認為是黨內第二梯隊。於廢除市政局後因議席問題，民主黨曾出現黨內分裂危機，民建聯的第二梯隊成員也發展受阻。解散兩個市政局扼殺政黨發展，妨礙了政黨的培育土壤，而政府並無把市政局權力轉予區議會。
2015年11月，香港大學校董、民建聯立法會議員、曾任市政局議員的鍾樹根在區議會選舉敗選后接受傳媒訪問時，承認「殺局」是當年董建華打擊民主黨的手段，並透露當年建制派最后支持的原因：「當時形勢上我們一定要支持殺局，因為連民主黨也一併殺了，他們在局內人多，我們想他們死，所以要殺局，連自己都賠上了，自己前途都堵塞了。」

## 歷任首長
市政總署新界市政署署長
1. 孫明揚（1985年1月—4月）

區域市政總署署長
1. 夏文德（1985年—1987年6月8日）
2. 孫明揚（1986年6月9日—1987年）
3. 鮑文（1988年—1991年）
4. 許雄（1991年—1998年）
5. 余黎青萍（1998年11月—1999年12月31日）